# Georg Margreitter
Georg Margreitter (* 7. November 1988 in Bludenz) ist ein österreichischer ehemaliger Fußballspieler.

## Karriere

### Verein
Margreitter begann seine Karriere beim FC Schruns in Vorarlberg. Danach kam er ins Bundesnachwuchszentrum Vorarlberg. Er wurde vom oberösterreichischen Klub LASK Linz in die Jugend-Liga berufen. 2007 wurde er in den Kader der ersten Mannschaft des Bundesligisten aufgenommen. Sein Bundesligadebüt feierte er am 28. Juli 2007 gegen den FC Red Bull Salzburg, als er in der Viererkette der LASKler von Beginn an und über 90 Minuten eingesetzt wurde.
Im Sommer 2008 wechselte Margreitter zum neu gegründeten SC Magna Wiener Neustadt. Nach einer erfolgreichen Saison mit einem Stammplatz als Innenverteidiger wechselte er mit der auslaufenden Leihe wieder zurück zum LASK. Dort wurde er zum Mannschaftskapitän für die neue Meisterschaftssaison ernannt. Am 12. September 2009 erzielte er im Spiel gegen Sturm Graz den Ausgleichstreffer in der 95. Spielminute zum 3:3-Endstand und sicherte dem LASK damit den ersten Auswärtspunkt der Saison.
Ab der Saison 2010/11 spielte Margreitter beim FK Austria Wien und erzielte in den ersten beiden Jahren jeweils ein Tor in der Bundesliga und außerdem ein Tor im ÖFB-Cup. In der Saison 2012/13 wechselte er nach einem Cup- und drei Meisterschaftsspielen im August 2012 zu den Wolverhampton Wanderers nach England. Sein Debüt in der zweithöchsten englischen Spielklasse gab Margreitter am 19. September 2012 im Spiel gegen Ipswich Town, als er für den Iren Kevin Doyle eingewechselt wurde. Das Spiel an der Portman Road endete mit einem 2:0-Sieg der Wanderers. Für die Saison 2013/14 wurde er an den FC Kopenhagen verliehen. Am 17. September 2013 gab er für den FC Kopenhagen sein Debüt in der Champions League, als er gegen Juventus Turin in der 86. Minute eingewechselt wurde.
Am 24. August 2015 wurde Margreitter vom 1. FC Nürnberg verpflichtet, wo er sich zum festen Bestandteil der Abwehr entwickelte. 2018 wurde er mit Nürnberg Vizemeister der 2. Bundesliga und stieg somit in die Bundesliga auf. Dort erzielte er beim 1:1 gegen Bayer 04 Leverkusen am 3. Dezember 2018 (13. Spieltag) sein erstes Bundesligator. Nach sechs Jahren in Nürnberg verließ er den Verein nach der Saison 2020/21 und unterschrieb beim Schweizer Erstligaaufsteiger Grasshopper Club Zürich einen Einjahresvertrag. Margreitter blieb zwei Jahre in Zürich und absolvierte in der Zeit 37 Partien in der Super League. Nach der Saison 2022/23 verließ er GCZ.

### Nationalmannschaft
International spielte der Vorarlberger bei der U-19-Fußball-Europameisterschaft 2007, bei der er mit Österreich in der Gruppenphase der Vorrunde ausschied.

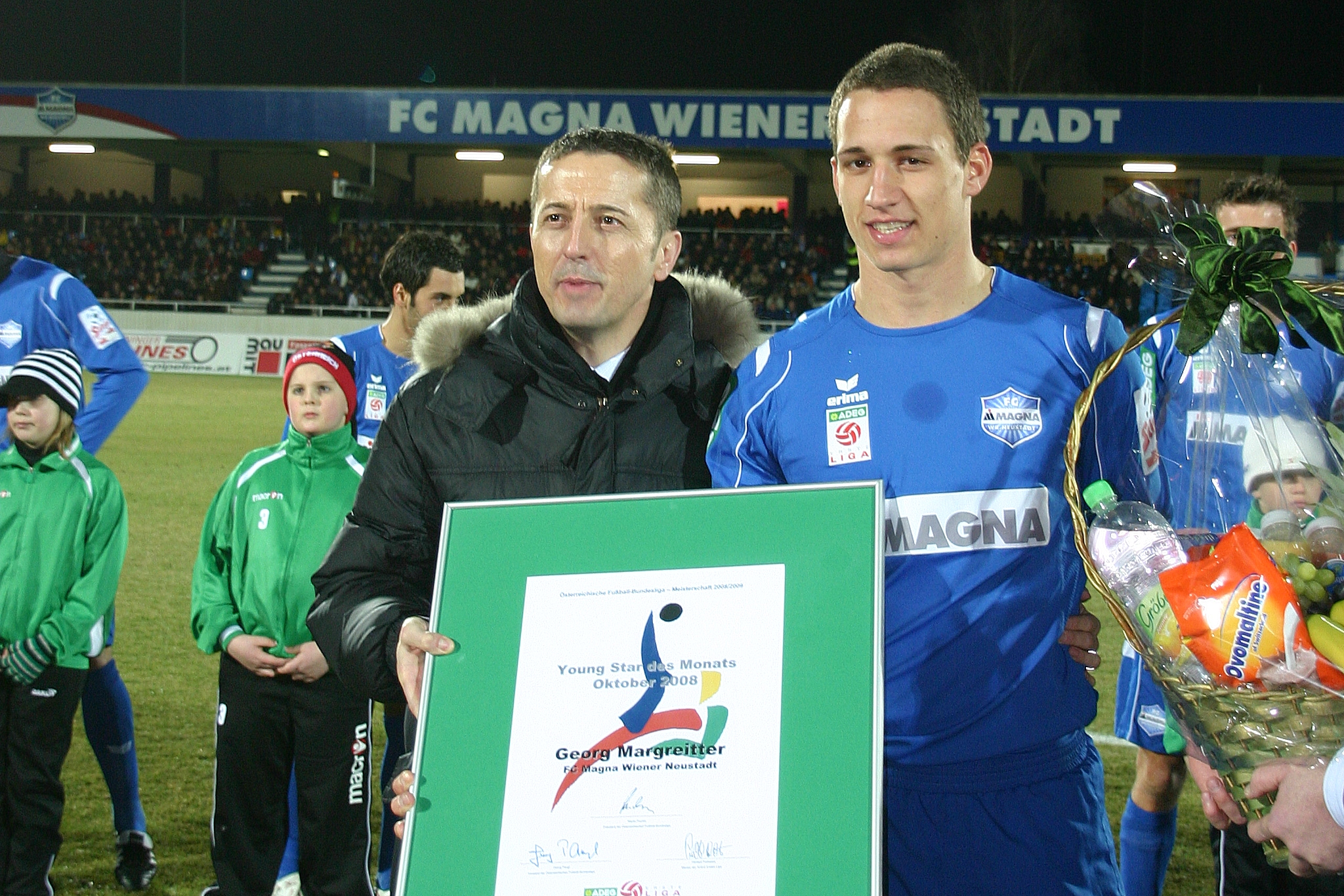
Ehrung Young Star im Oktober 2008

## Erfolge
- Vizemeister der 2. Bundesliga 2018 und Aufstieg in die Bundesliga (mit dem 1. FC Nürnberg)
- Wahl zum „Young Star“ des Monats Oktober 2008 der Österreichischen Bundesliga
- Wahl zu Vorarlbergs „Aufsteiger des Jahres 2009“
- Wahl zu Vorarlbergs „Fußballer des Jahres 2017“
- Gewinn des Meistertitels der ADEG-Ersten Liga mit dem SC Magna Wiener Neustadt (Saison 08/09)